# Fribourg
 Fribourg  es una comuna y población de Francia, en la región de Lorena, departamento de Mosela, en el distrito de Sarrebourg y cantón de Réchicourt-le-Château.
Su población en el censo de 1999 era de 159 habitantes.
Está integrada en la Communauté de communes du Pays des Étangs.

## Demografía
| 200 | 201 | 191 | 170 | 167 | 159 |
| Para los censos de 1962 a 1999 la población legal corresponde a la población sin duplicidades (Fuente: INSEE [Consultar]) |     |     |     |     |     |